# Olifants river, Västra Kapprovinsen
Olifants river är en flod i västra Sydafrika. Floden har sina källor 100 kilometer nordost om Kapstaden, rinner åt norr mellan Olifants- och Cedersbergen och mynnar i Atlanten. Olifants river har en längd av omkring 130 kilometer, dess största biflod är Doorn river.